# Vortice (singolo)
Vortice è un singolo della cantante Italiana Ginevra, pubblicato il 3 novembre 2020.

## Descrizione
Il brano, scritto dalla stessa Ginevra, venne presentato all'interno del programma AmaSanremo, competizione canora che fungeva da semifinale per Sanremo Giovani 2020. La canzone non fu ammessa alla finale del 17 dicembre in diretta su Rai 1 e di conseguenza non si aggiudicò la partecipazione al Festival di Sanremo 2021 nella sezione Nuove proposte.

## Tracce
Testi di Ginevra Lubrano, musiche di Ginevra Lubrano e Francesco Fugazza.
1. Vortice – 3:30